# مالكوم كروس
مالكوم كروس (بالإنجليزية: Malcolm Cross)‏ هو لاعب اتحاد الرغبي بريطاني، ولد في 1943.

## وصلات خارجية
- مالكوم كروس عل موقع إسبنسكروم (الإنجليزية)